# Tanaka-kun wa Itsumo Kedaruge
Tanaka-kun wa Itsumo Kedaruge (田中くんはいつもけだるげ Tanaka-kun wa Itsumo Kedaruge?,  Tanaka-kun es siempre apático) es un webmanga shōnen japonés escrito e ilustrado por Nozomi Uda. Es publicado desde el 26 de abril de 2014 por Square Enix en su revista Gangan Online, y lleva siete volúmenes publicados. Fue adaptado a anime por Silver Link y comenzó a emitirse el 9 de abril de 2016.

## Personajes

### Personajes Principales
Tanaka (田中 Tanaka?)
Seiyū: Kenshō Ono (anime)
El personaje principal, un estudiante apático que siempre está dormitando y actúa exhausto cuando está despierto. Se puede dormir en casi cualquier lugar, pero prefiere estar fuera cuando lo hace. Su indiferente y somnolienta naturaleza  obliga a Ohta a llevarlo hacia múltiples lugares con bastante frecuencia. A pesar de su falta general de entusiasmo, se muestra en múltiples ocasiones que él no ve la amistad como una molestia, más específicamente cuando Shiraishi le rogó que la dejara ser su amiga, él simplemente respondió "yo pensé que ya lo éramos." Sin embargo, encuentra la perspectiva de que Miyano sea su "aprendiz" más problemática de lo que vale.
Ohta (太田 Ōta?)
Seiyū: Yoshimasa Hosoya (anime)
El mejor amigo de Tanaka, un estudiante alto y servicial que es muy fiable y usualmente cuida de Tanaka. Tanaka afirma que, debido a la naturaleza atenta de Ohta, lo ve como el candidato perfecto para el matrimonio. Ohta ha afirmado en múltiples ocasiones que admira la capacidad de Tanaka de ser indiferente en cualquier situación, pero también siente que la personalidad de Tanaka le hace perder la oportunidad de cosas como el romance y el amor.
Miyano (宮野 Miyano?)
Seiyū: Natsumi Takamori (anime)
Una compañera de Tanaka con baja estatura, y es su autoproclamada aprendiz. Admira la apatía de Tanaka. Ella conoce los sentimientos de Shiraishi hacia Tanaka, y se comprometió a apoyarla en su búsqueda por el amor.
Shiraishi (白石 Shiraishi?)
Seiyū: Kotori Koiwai (anime)
Una compañera popular de Tanaka, destaca por su belleza e inteligencia. Está enamorada de Tanaka.
Echizen (越前 Echizen?)
Seiyū: Ayaka Suwa (anime)
Amiga de la niñez y vecina de Ohta. Aprecia la amistad de Miyano y cariñosamente la llama Myaano (み ゃ ー の). Busca lucir y tener la actitud de una bravucona sin embargo tiene un buen corazón. Tiene una debilidad por las cosas tiernas a tal punto de no poder comer alimentos con formas de animales tiernos.
Rino (莉乃 Rino?)
Seiyū: Aoi Yūki (anime)
La hermana de Tanaka. Es una estudiante de secundaria y mánager del club de voleibol de su escuela. A ella le desagrada la relación cercana de Ohta y Tanaka y a veces siente celos de esta. Está enamorada de Tanaka. 
Saya (早夜 Saya?)
Seiyū: Nao Tōyama (anime)
Hermana de Ohta. Asiste a la misma escuela que Rino y es su amiga. Es una persona tímida y también pertenece al club de voleibol.
Shimura (志村 Shimura?)
Seiyū: Kazuyuki Okitsu (anime)
Compañero de Tanaka. Es inteligente y pertenece al club de futbol. Tiene una debilidad por las chicas y luce muy diferente sin lentes.
Katō (加藤 Katō?)
Seiyū: Yūichi Iguchi (anime)
Compañero de Tanaka. Es bueno en los deportes y juega futbol desde los tres años. Perteneció a un reconocido equipo juvenil y es miembro del club de futbol de su escuela.
Sora Miyano (宮野空良 Miyano Sora?)
Hermano de Miyano.
Washizuka-sensei (鷲塚先生 Washizuka-sensei?)
Seiyū: Yōji Ueda (anime)
Enseña matemáticas en la escuela de Tanaka.
Saionji (西園寺 Saionji?)
Seiyū: Murakawa Rie (anime)
Una estudiante universitaria con diferentes trabajos a tiempo parcial.
Yoshitaka (吉高 Yoshitaka) 
Seiyū: Haruka Nagamine (anime)
Una de las mejores amigas de Shiraishi. Su apodo es "Kitchan". Estudiante alta y juvenil de pelo corto y negro, nació el 24 de abril, mide 164 centímetros y tiene sangre del tipo O. Junto con Miyoshi, apoya la vida amorosa de Shiraishi.

## Multimedia

### Manga

#### Lista de volúmenes
| Volumen 1 | ISBN | Publicado                      |
| Volumen 1 | ISBN 4-75-754286-0 | 26 de abril de 2014            |
| | |                                |
| Contiene los capítulos: - 1. Episode 1 - 2. Episode 2 - 3. Episode 3 - 4. Episode 4 - 5. Episode 5 - 6. Episode 6 - 7. Episode 7 - 8. Episode 8 - 9. Episode 9 | Contiene los capítulos: - 1. Episode 1 - 2. Episode 2 - 3. Episode 3 - 4. Episode 4 - 5. Episode 5 - 6. Episode 6 - 7. Episode 7 - 8. Episode 8 - 9. Episode 9 | Personaje de la carátulaTanaka |

| Volumen 2 | ISBN | Publicado                      |
| Volumen 2 | ISBN 4-75-754354-9 | 22 de julio de 2014            |
| | |                                |
| Contiene los capítulos: - 10. Episode 10 - 11. Episode 11 - 12. Episode 12 - 13. Episode 13 - 14. Episode 14 - 15. Episode 15 - 16. Episode 16 - 17. Episode 17 - 18. Episode 18 - 19. Episode 19 | Contiene los capítulos: - 10. Episode 10 - 11. Episode 11 - 12. Episode 12 - 13. Episode 13 - 14. Episode 14 - 15. Episode 15 - 16. Episode 16 - 17. Episode 17 - 18. Episode 18 - 19. Episode 19 | Personaje de la carátulaTanaka |

| Volumen 3 | ISBN | Publicado                            |
| Volumen 3 | ISBN 4-75-754474-X | 22 de noviembre de 2014              |
| | |                                      |
| Contiene los capítulos: - 20. Episode 20 - 21. Episode 21 - 22. Episode 22 - 23. Episode 23 - 24. Episode 24 - 25. Episode 25 - 26. Episode 26 - 27. Episode 27 - 28. Episode 28 - 29. Episode 29 | Contiene los capítulos: - 20. Episode 20 - 21. Episode 21 - 22. Episode 22 - 23. Episode 23 - 24. Episode 24 - 25. Episode 25 - 26. Episode 26 - 27. Episode 27 - 28. Episode 28 - 29. Episode 29 | Personaje de la carátulaTanaka y Ōta |

| Volumen 4 | ISBN | Publicado                            |
| Volumen 4 | ISBN 4-75-754642-4 | 22 de mayo de 2015                   |
| | |                                      |
| Contiene los capítulos: - 30. Episode 30 - 31. Episode 31 - 32. Episode 32 - 33. Episode 33 - 34. Episode 34 - 35. Episode 35 - 36. Episode 36 - 37. Episode 37 - 38. Episode 38 - 39. Episode 39 - お正月編 | Contiene los capítulos: - 30. Episode 30 - 31. Episode 31 - 32. Episode 32 - 33. Episode 33 - 34. Episode 34 - 35. Episode 35 - 36. Episode 36 - 37. Episode 37 - 38. Episode 38 - 39. Episode 39 - お正月編 | Personaje de la carátulaTanaka y Ōta |

| Volumen 5 | ISBN | Publicado                            |
| Volumen 5 | ISBN 4-75-754796-X | 21 de noviembre de 2015              |
| | |                                      |
| Contiene los capítulos: - 40. Episode 40 - 41. Episode 41 - 42. Episode 42 - 43. Episode 43 - 44. Episode 44 - 45. Episode 45 - 46. Episode 46 - 47. Episode 47 - 48. Episode 48 - 49. Episode 49 - 50. Episode 50 | Contiene los capítulos: - 40. Episode 40 - 41. Episode 41 - 42. Episode 42 - 43. Episode 43 - 44. Episode 44 - 45. Episode 45 - 46. Episode 46 - 47. Episode 47 - 48. Episode 48 - 49. Episode 49 - 50. Episode 50 | Personaje de la carátulaTanaka y Ōta |

| Volumen 6 | ISBN | Publicado                               |
| Volumen 6 | ISBN 4-75-754947-4 | 22 de abril de 2016                     |
| | |                                         |
| Contiene los capítulos: - 51. Episode 51 - 52. Episode 52 - 53. Episode 53 - 54. Episode 54 - 55. Episode 55 - 56. Episode 56 - 57. Episode 57 - 58. Episode 58 - 59. Episode 59 - 60. Episode 60 - TVアニメ化決定コミック - アブリ 定コミック | Contiene los capítulos: - 51. Episode 51 - 52. Episode 52 - 53. Episode 53 - 54. Episode 54 - 55. Episode 55 - 56. Episode 56 - 57. Episode 57 - 58. Episode 58 - 59. Episode 59 - 60. Episode 60 - TVアニメ化決定コミック - アブリ 定コミック | Personaje de la carátulaTanaka y Miyano |

| Volumen 7 | ISBN | Publicado                                  |
| Volumen 7 | ISBN 4-75-754971-5 | 21 de septiembre de 2016                   |
| | |                                            |
| Contiene los capítulos: - 61. Episode 61 - 62. Episode 62 - 63. Episode 63 - 64. Episode 64 - 65. Episode 65 - 66. Episode 66 - 67. Episode 67 - 68. Episode 68 - 69. Episode 69 - 70. Episode 70 - 71. Episode 71 - 72. Episode 72 - 73. Episode 73 | Contiene los capítulos: - 61. Episode 61 - 62. Episode 62 - 63. Episode 63 - 64. Episode 64 - 65. Episode 65 - 66. Episode 66 - 67. Episode 67 - 68. Episode 68 - 69. Episode 69 - 70. Episode 70 - 71. Episode 71 - 72. Episode 72 - 73. Episode 73 | Personaje de la carátulaTanaka y Shiraishi |

### Anime
La adaptación a anime por Silver Enlace comenzó a emitirse el 9 de abril de 2016 por Tokyo MX y MBS. El anime fue dirigido por Shinya Kawamo y escrito por Akemi Omode. El diseño de personajes es manejado por Haruko Iizuka y la música fue compuesta por Hiromi Mizutani. El opening es "Utatane Sunshine" (う た た ね サ ン シ ャ イ ン) por Unlimited tone y el ending es "Bon-Bon" por CooRie. Los dos primeros volúmenes de vídeo doméstico se agruparan con un OVA cada uno, y sus estrenos están programados para el 24 de junio de 2016 y 22 de julio de 2016, respectivamente.

#### Lista de episodios
| #  | Título                                                                                 | Estreno             |
| -- | -------------------------------------------------------------------------------------- | ------------------- |
| 1  | «Tanaka-kun y Ohta-kun» «Tanaka-kun to Ōta-kun» (田中くんと太田くん)                   | 9 de abril de 2016  |
| 2  | «Quiero ser tu discípula» «Deshiiri Shigan» (弟子入り志願)                             | 16 de abril de 2016 |
| 3  | «Echizen-san tiene diferentes lados» «Gyappu Shōjo Echizen-san» (ギャップ少女越前さん) | 23 de abril de 2016 |
| 4  | «El secreto de Shiraishi-san» «Shiraishi-san no Himitsu» (白石さんの秘密)              | 30 de abril de 2016 |
| 5  | «La vida cotidiana de Tanaka» «Tanaka-kun no Nichijō» (田中くんの日常)                 | 7 de mayo de 2016   |
| 6  | «Tanaka-kun se resfría» «Kazehiki Tanaka-kun» (風邪ひき田中くん)                       | 14 de mayo de 2016  |
| 7  | «Tanaka-kun y San Valentín» «Tanaka-kun no Barentain» (田中くんのバレンタイン)         | 21 de mayo de 2016  |
| 8  | «La pasión de Ohta-kun» «Ōta-kun no Junan» (太田くんの受難)                            | 28 de mayo de 2016  |
| 9  | «Bienvenidos a Wac» «Wakku e Yōkoso» (ワックへようこそ)                                | 4 de junio de 2016  |
| 10 | «El verano de Tanaka-kun» «Tanaka-kun no Natsu» (田中くんの夏)                         | 11 de junio de 2016 |
| 11 | «El festival cultural de Tanaka-kun» «Tanaka-kun no Bunkasai» (田中くんの文化祭)       | 18 de junio de 2016 |
| 12 | «La felicidad de Tanaka-kun» «Tanaka-kun no Shiawase» (田中くんのしあわせ)             | 25 de junio de 2016 |

### Tanaka-kun wa Kyou mo Kedaruge
Tanaka-kun wa Kyou mo Kedaruge (田中くんは今日もけだるげ Tanaka-kun wa Kyou mo Kedaruge?,  Tanaka-kun también es apático hoy) es una animación web en la que parecen los personajes de Tanaka-kun wa Itsumo Kedaruge. Los episodios eran estrenados en la cuenta oficial de Twitter del anime y más tarde se agruparon con el BD/DVD de la serie principal. Cuenta con 35 episodios de duración aproximada de 30 segundos.

## Recepción

### Manga
El volumen 2 alcanzó el puesto 32 en las listas semanales de Oricon manga y hasta el 27 de julio de 2014, vendió 37,291 copias. El volumen 3 alcanzó el lugar 16 y hasta el 30 de noviembre de 2014 vendió 63,079 copias. Alcanzó el puesto 17 en Kono Manga ga Sugoi! Top 20 Manga de 2015 en la encuesta a lectoras. También se colocó cuarto en Zenkoku Shotenin ga Eranda Osusume Comic 2015.